# 激闘!アイドル予備校
激闘!アイドル予備校（げきとうアイドルよびこう）は、2006年7月から9月まで放送されたテレビドラマ。

## 出演者
- 紗果 - 紗綾
- 奈留 - 留奈
- 李乃 - 梨央
- 田中志保 - 石井明日香
- 石山千鶴 - 高松えりな
- 葉咲慎也 - 白川裕二郎
- 長澤奈央 - 長澤奈央

## スタッフ
- 製作：「激闘!アイドル予備校」製作委員会（エースデュースエンタテインメント・エースデュースアドベンチャーズ・エースデュースコード・モバニメーション・ヒューマックスコミュニケーションズ・ワコー・オーガニック）
- 監督：中田貴
- 脚本：右田昌万
- 総合演出：吉行由実
- プロデューサー：ej
- 制作：長谷川真也、奈良亮之介
- 制作プロダクション：エースデュースコード
- 協力：Yahoo!動画・TVバンク・T2iエンターテイメント・デジタルアドベンチャー
- エンディング曲：「ピーチDAYS」
  - 歌：りらちっち（越智綾香、大坂有未佳、栗田美穂、河津玲奈、伊藤かな恵、清水若菜）

## 放送局等
BS朝日、KBS京都（幹事局）、テレビ神奈川、信越放送、奈良テレビ、熊本放送、群馬テレビ／V☆パラダイス（2006年9月～）、福井テレビ（2006年10月～）
その他、Yahoo!動画でも配信されている。
TOKYO MXとAT-Xでは放映されていない。（AT-Xの場合、原則として実写作品を放映しないため）
2006年6月現在アニメ魂が放送されている枠をほぼ踏襲する。そのため、アニメ魂のひとつ、またはアニメ魂外伝と銘打っている局もある。

## ラジオ番組
2006年7月10日より、ラジオ大阪で同名のラジオ番組を放送している。

## DVD
- 激闘!アイドル予備校 紗綾・留奈・梨央 CHASE（2006年9月、イーネット・フロンティア）
- 激闘!アイドル予備校 DVD-BOX（2006年10月、エースデュースエンタテインメント）